# 1282
1282 (MCCLXXXII) fue un año común comenzado en jueves del calendario juliano.

## Acontecimientos
- Vísperas sicilianas: nombre que se dio a la sublevación de los sicilianos contra las tropas invasoras francesas de Carlos de Anjou, por haberse iniciado a la hora de vísperas del lunes de Pascua de 1282. Los sublevados sorprendieron a la guarnición francesa y realizaron una gran matanza. Para evitar represalias, los sublevados solicitaron el apoyo de Pedro III El Grande de Aragón, de cuyo reinó pasó a depender Sicilia.

## Nacimientos
- Andrónico Ángelo Paleólogo, aristócrata bizantino y líder militar.
- Annibaldo di Ceccano
- María Bruce
- Matilde de Chaworth
- Erik Magnusson de Södermanland
- Federico IV de Lorena
- Gwenllian de Gales
- Inocencio VI
- Isabel de Rhuddlan
- Konoe Iehira
- Luis IV de Baviera
- Ibn Luyun
- Don Juan Manuel
- Tuda Mengu
- Oshin de Armenia
- Enrique de Sully
- Uzbeg Kan

## Fallecimientos
- San Bienvenido Scotivoli
- Isabel de Ibelín, Señora de Beirut
- Nichiren, fundador del budismo nichiren.